# سر بريدة (حومة بم)
سر بریدة (بالفارسية: سرپریده) هي قرية تقع في إيران في منطقة مركزية ريفية. يقدر عدد سكانها بـ 58 نسمة .